# Josef Ferdinand Hetteš
Josef Ferdinand Hetteš, křtěný Ferdinand (12. ledna 1864 Jičíněves – 31. prosince 1927 Praha) byl český malíř obrazů historických, náboženských, žánrů, portrétista a ilustrátor.

## Život
Narodil v Jičíněvsi jako nemanželský syn Kateřiny Hetešové. Pokřtěn byl Ferdinand (toto jméno užíval i později). V letech 1881-1888 vystudoval monumentální malířství na pražské malířské akademii v ateliéru Františka Sequense, Antonína Lhoty a Maxe Pirnera. 
Měl ateliér na Smíchově v Kobrově ulici čp.476/46., žil sám. Byl spoluzakladatelem Spolku výtvarných umělců Mánes a jeho prvním jednatelem. Podle vzpomínek Maryny Alšové byl přítelem jejího otce Mikoláše Alše, kterého často navštěvoval. Spolu s Věnceslavem Černým požádal Hetteš Alše, aby se stal předsedou Mánesa a ten funkci přijal.

## Dílo

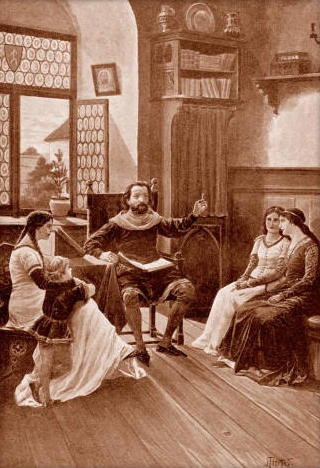
Hetteš, Josef Ferdinand - Tomáš ze Štítného vyučuje své dítky

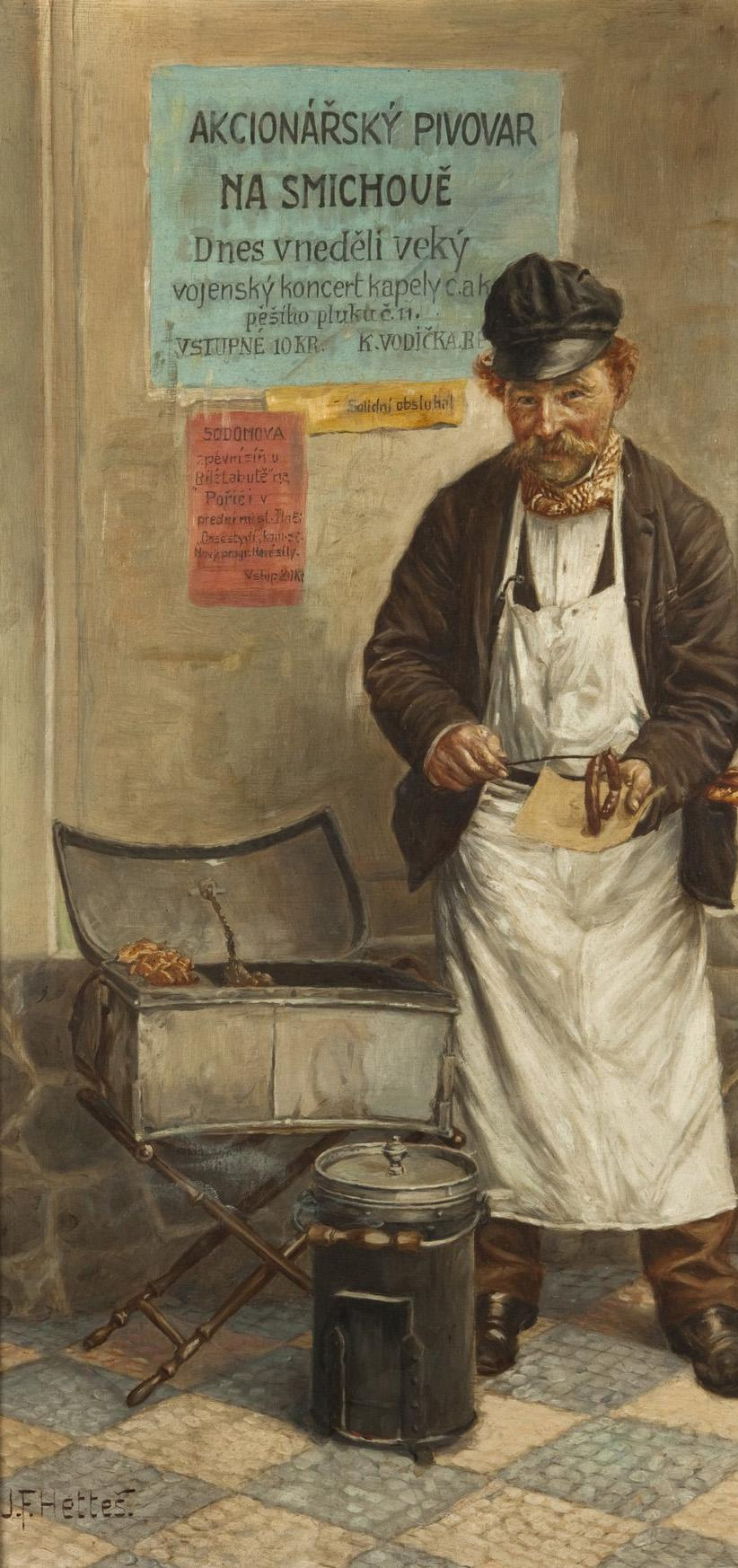
J. F. Hetteš:Pražský párkař

### Malba
- historické obrazy: Kníže Svatopluk, Porážka železných pánů u Sudoměře r. 1420, Upálení adamitů, Přerušené shromáždění Českých bratří, Tomáš Štítný vyučuje své děti.
- vojenské a sociální náměty (Sirotám příbramským - po důlním neštěstí)
- žánrové figurky současného života na pražských ulicích: Párkař, Flašinetář, Flašinetář se ženou v podloubí[8]).
- portréty
- didaktické školní obrazy

### Ilustrace knih
- České dějiny I., II.
- Kronyka českomoravská
- pohádky: Pohádky tisíce a jedné noci, Honza v zakletém zámku, Dva bratři
- přispíval svými obrázky do časopisů, např. Světozor (1897-1900).

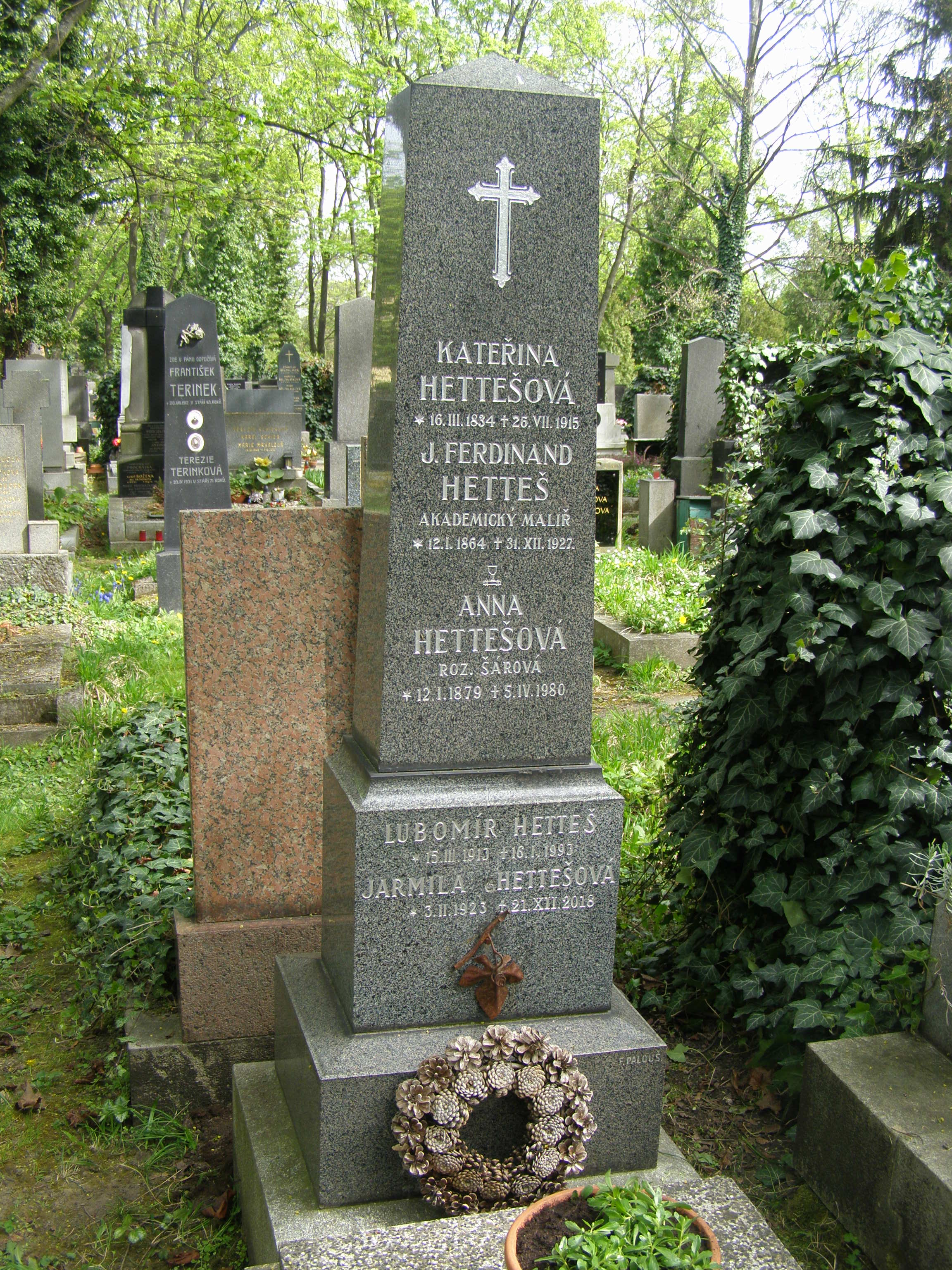
Hrob na hřbitově v Praze na Malvazinkách

## Galerie

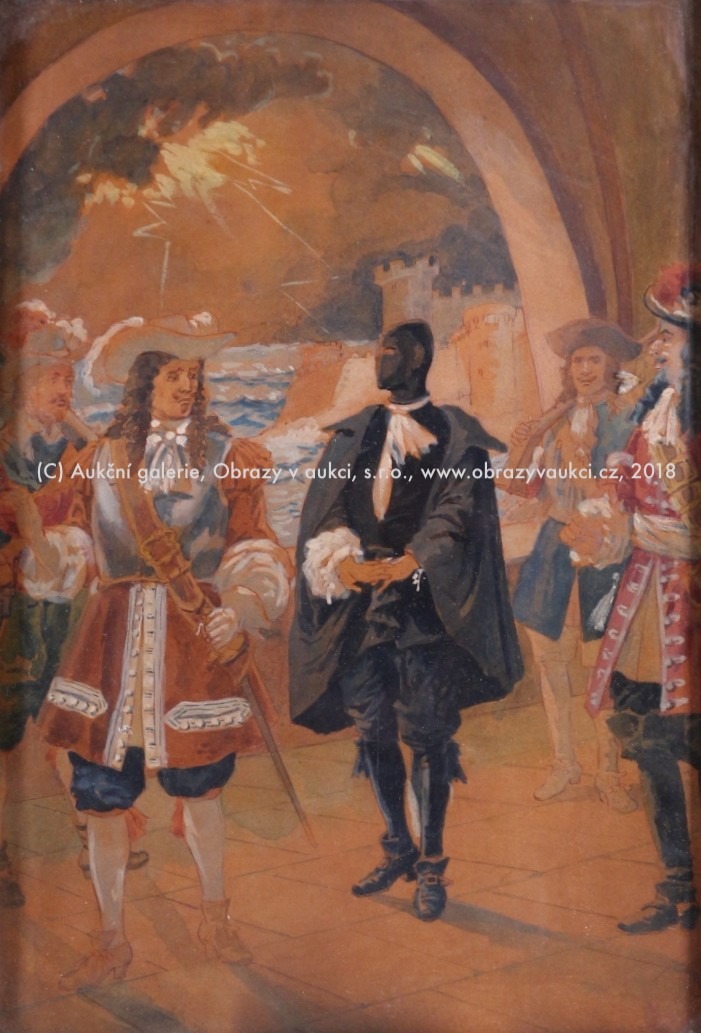
Ilustrace ke Třem mušketýrům (kresba tužkou, akvarel)
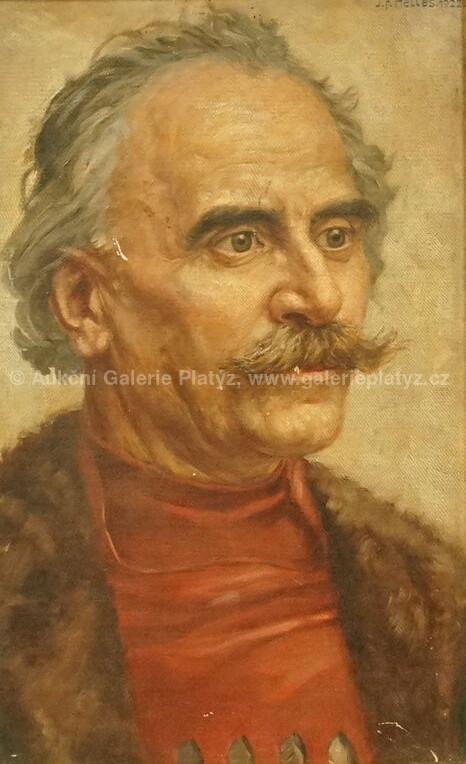
Portrét muže s knírem (olej na plátně fixováno na kartonu)
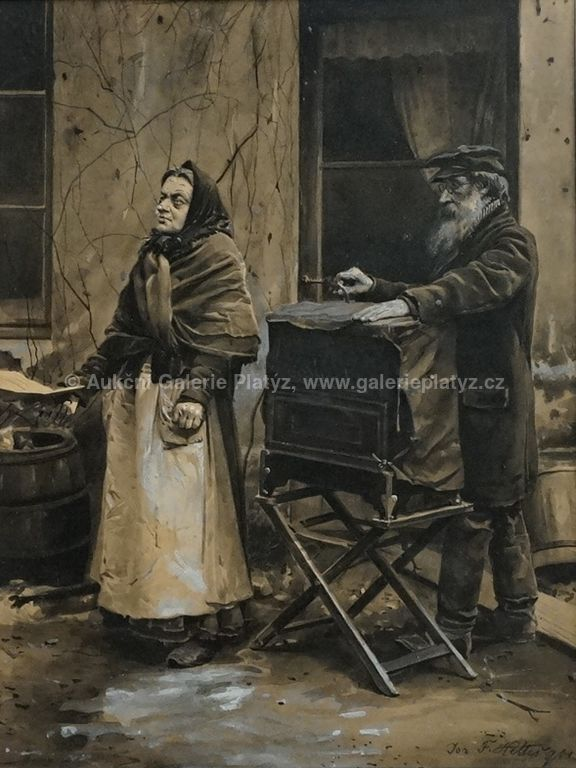
Flašinetář (kvaš na papíře)
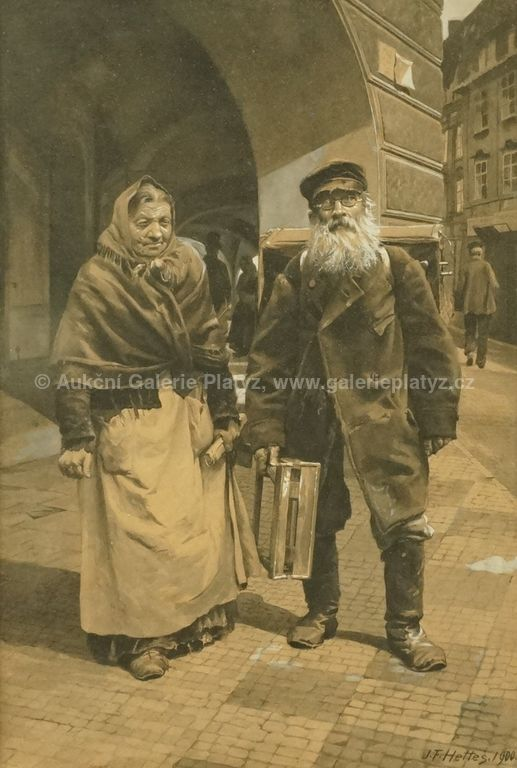
V podloubí (kombinovaná technika/kvaš/papír)